# Christian Happi
Pour les articles homonymes, voir Happi (homonyme).
Christian Happi est un biologiste moléculaire et universitaire camerounais né le 1er juin 1968 à Sangmélima. Connu pour sa lutte contre les maladies infectieuses et les épidémies en Afrique, il est le fondateur du Centre d'excellence africain de recherche pour la génomique des maladies infectieuses (ACEGID) au sein de l'université de Redeemer (en) au Nigeria. Il a notamment participé à la lutte contre les épidémies d'Ebola et de Covid-19 dans ce pays.

## Biographie

### Jeunesse et formation
Issu d'une famille originaire de l'ouest camerounais, Christian Tientcha Happi est né le 1er juin 1968 à Sangmélima (Dja-et-Lobo), où il passe son enfance et son adolescence. Enfant, il est victime de plusieurs crises de paludisme, ce qui l'encourage à vouloir trouver plus tard un remède à cette maladie,. À l'âge de 12 ans, il lit un article sur le généticien James Watson et le biologiste Francis Crick, découvreurs de la structure de la molécule d'ADN, ce qui le pousse à vouloir devenir biochimiste,.
Il fait ses études primaires dans une école catholique. Une fois au lycée, il opte pour la filière D (scientifique) et obtient un baccalauréat en science de la nature. Il entre ensuite à l'université de Yaoundé, où il décroche une licence de biochimie en 1992.
Passionné par les maladies infectieuses, et notamment par le paludisme, il décide d'entrer à l'université d'Ibadan au Nigeria, où il étudie la biologie cellulaire appliquée au paludisme. En 1995, il y obtient un master en parasitologie moléculaire, puis entame une thèse portant sur la résistance du paludisme aux médicaments. Son ambition est alors de trouver un vaccin contre cette maladie. Lors d'une conférence, il rencontre Dyann S. Wirth, professeur à Harvard, qui l'invite à rejoindre l'université américaine. Il déménage aux États-Unis en 1998, et soutient sa thèse de doctorat en 2000.

### Enseignement
Après avoir obtenu son doctorat, Christian Happi effectue ses recherches post-doctorales à Harvard, se concentrant sur la biologie moléculaire et la génomique pour développer des médicaments contre le paludisme,. Il devient également professeur à la Harvard T.H. Chan School of Public Health (en), l'école de santé publique d'Harvard, où il reste jusqu'en 2011. Cette expérience développera chez lui une préférence pour le modèle universitaire anglophone, qu'il considère plus ouvert, plus collaboratif et moins hiérarchisé que le système francophone. Parallèlement, il enseigne bénévolement à l'université d'Ibadan au Nigeria.
En 2011, il décide de retourner travailler en Afrique afin de contribuer au développement scientifique du continent. Il choisit de s'établir au Nigeria, géant régional susceptible d'influencer le reste du continent, et dont la population subit de nombreuses épidémies chaque année,. Il intègre alors l'université de Redeemer (en), université privée située à Ede (État d'Osun), où il devient professeur au sein du département des sciences biologiques, ainsi que doyen du cycle doctoral. Estimant que la génomique « est un domaine de pointe qui va révolutionner la médecine, la santé et l’agriculture », il crée un programme de génomique appliqué aux maladies infectieuses au sein de l'université, souhaitant ainsi combler le gouffre entre l'Afrique et le reste du monde dans ce domaine. En parallèle, il continue d'enseigner à Harvard.

### Lutte contre les maladies infectieuses
Pendant sa carrière, Christian Happi s'implique dans la lutte contre les maladies infectieuses, notamment celles sévissant sur le continent africain. Il devient ainsi un expert sur le paludisme, publiant plus d'une centaine d'articles scientifiques sur le sujet.
En 2007, alors qu'il travaille aux États-Unis, il entend parler pour la première fois de la fièvre de Lassa, fièvre hémorragique foudroyante qui entraîne 700 morts chaque année au Nigeria. Il apprend à cette occasion que les tests de dépistage sont envoyés en Allemagne, ce qui entraîne la mort de 90 % des patients en attente du résultat. Il décide alors de faire construire en 2008 un laboratoire de dépistage dans le village d'Irrua (État d'Edo), permettant un diagnostic plus rapide de Lassa et faisant réduire le nombre de décès à 100 ou 200 par an.
En 2013, de retour en Afrique, il fonde le Centre d’excellence africain de recherche pour la génomique des maladies infectieuses (en anglais : African Center of Excellence for Genomics of Infectious Diseases - ACEGID) au sein de l'université de Redeemer (en) au Nigeria, avec des financements provenant de plusieurs institutions internationales, dont la Banque mondiale, le National Institutes of Health, le département de la Défense des États-Unis, la Wellcome Trust ou encore le Conseil pour la recherche en biotechnologie et sciences biologiques. Ce centre forme par la suite plus de 1 000 chercheurs africains en biochimie et génomique,.

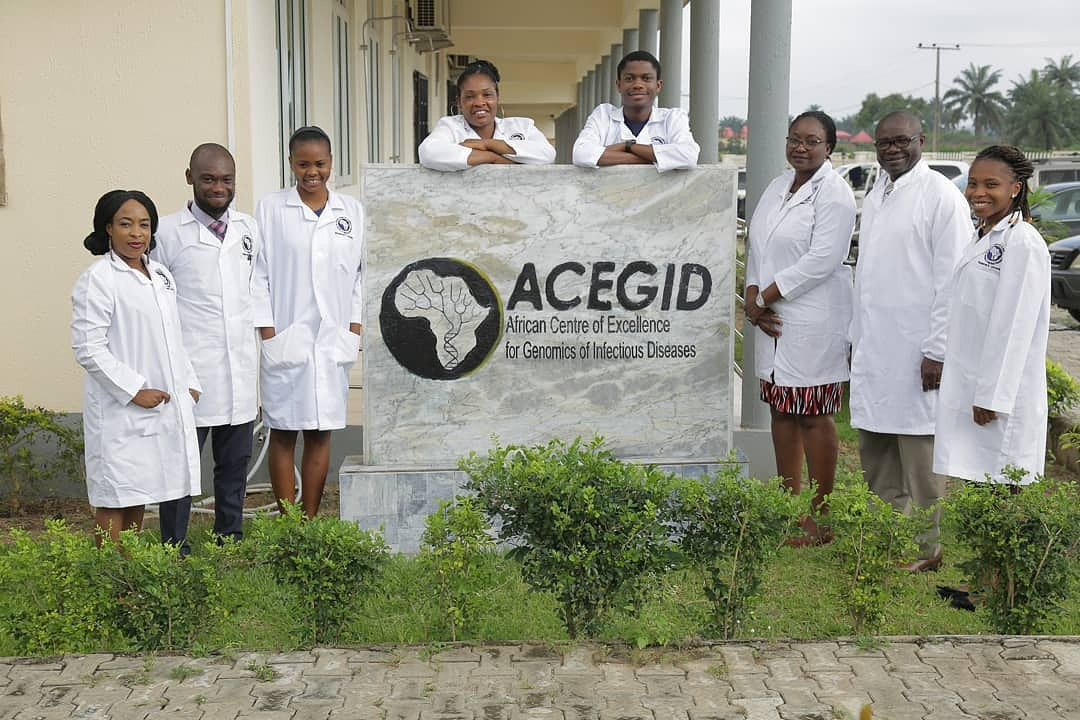
Christian Happi (2e à droite) avec des chercheurs de l'ACEGID

Pendant l'épidémie d'Ebola en 2014, il identifie et séquence avec son équipe le premier cas d'Ebola du Nigeria, et travaille alors avec les autorités sanitaires pour contenir l'épidémie. Il met également au point une technique de diagnostic rapide de cette maladie, validée par l'Organisation mondiale de la santé et la Food and Drug Administration, qui permet d'identifier plus vite les malades et de les isoler, permettant au pays de stopper rapidement l'épidémie,.
En 2015, il découvre deux nouveaux virus, les virus Ekpoma (en) (EKV-1 et EKV-2), dans la ville nigériane d'Ekpoma (État d'Edo), en utilisant la métagénomique microbienne,,. En 2019, il reçoit le HUGO African Prize award de la part de la Human Genome Organisation pour le travail de son centre, l'ACEGID, dans la lutte contre les épidémies.
À partir de février 2020, il s'engage dans la lutte contre l'épidémie de Covid-19 au Nigeria. Quand le premier cas du pays est identifié, lui et son équipe réalisent en quelques jours le premier séquençage du génome du SARS-CoV-2 en Afrique. Soucieux de fournir des dispositifs simples d'utilisation et accessibles à tous les Africains contre ce nouveau virus, il développe un test de dépistage rapide et peu cher (3 dollars), certifié par la Food and Drug Administration,. En septembre 2020, son centre de recherche, l'ACEGID, est désigné comme « laboratoire de référence » dans le séquençage du SARS-CoV-2 par l'Organisation mondiale de la santé,. En décembre 2020, il identifie avec son équipe une nouvelle souche nigériane de ce virus.

## Distinctions
- 2010 : Boroughs Wellcome and Bill & Melinda Gates Awards[4]
- 2011 : Merle A. Sande Leadership Award[4],[6]
- 2019 : HUGO African Prize award de la Human Genome Organisation[8],[6]
- 2020 : Médaille Bailey K. Ashford de l'American Society of Tropical Medicine and Hygiene (en)[11]